# Чжен Сайсай

Чжен Сайсай (кит.: 郑赛赛) — китайська тенісистка тибетського походження, чемпіонка Юнацьких Олімпійських ігор у парному розряді та срібна призерка в одиночному. 

## Фінали турнірів Великого шолома

### Пари: 1 фінал
| Результат | Рік  | Турнір      | Поверхня | Партнерка  | Супротивниці                    | Рахунок  |
| --------- | ---- | ----------- | -------- | ---------- | ------------------------------- | -------- |
| Поразка   | 2019 | French Open | Ґрунт    | Дуань Інін | Тімеа Бабош Крістіна Младенович | 2–6, 3–6 |

## Фінали турнірів WTA

### Одиночний розряд: 1 фінал
| Результат | В–П | Дата     | Турнір                    | Категорія   | Поверхня | Супротивниця | Рахунок        |
| --------- | --- | -------- | ------------------------- | ----------- | -------- | ------------ | -------------- |
| Поразка   | 0–1 | Лип 2018 | Jiangxi Open, Нанкін, КНР | Міжнародний | Хард     | Ван Цян      | 5–7, 0–4 прип. |

### Парний розряд: 7 (4 титули)
| Результат | В–П | Дата     | Турнір                                  | Категорія   | Поверхня | Партнерка         | Супротивниці                                   | Рахунок           |
| --------- | --- | -------- | --------------------------------------- | ----------- | -------- | ----------------- | ---------------------------------------------- | ----------------- |
| Перемога  | 1–0 | Вер 2011 | Guangzhou Open, КНР                     | Міжнародний | Хард     | Сє Шувей          | Чжань Цзіньвей Хань Сіньюн                     | 6–2, 6–1          |
| Поразка   | 1–1 | Кві 2014 | Malaysian Open, Куала-Лумпур            | Міжнародний | Хард     | Чань Юнцзань      | Тімеа Бабош Чжань Хаоцін                       | 3–6, 4–6          |
| Поразка   | 1–2 | Тра 2015 | Internationaux de Strasbourg, Франція   | Міжнародний | Ґрунт    | Надія Кіченок     | Чуан Чіацзюн Лян Чень                          | 6–4, 4–6, [10–12] |
| Перемога  | 2–2 | Сер 2015 | Bank of the West Classic, Стенфорд, США | Прем'єрний  | Хард     | Сюй Їфань         | Анабель Медіна Ґарріґес Арантча Парра Сантонха | 6–1, 6–3          |
| Перемога  | 3–2 | Жов 2015 | Tianjin Open, КНР                       | Міжнародний | Хард     | Сюй Іфань         | Дарія Юрак Ніколь Меліхар                      | 6–2, 3–6, [10–8]  |
| Поразка   | 3–3 | Січ 2016 | Shenzhen Open, КНР                      | Міжнародний | Хард     | Сюй Іфань         | Ваня Кінґ Моніка Нікулеску                     | 1–6, 4–6          |
| Перемога  | 4–3 | Бер 2019 | Mexican Open, Акапулько                 | Міжнародний | Хард     | Вікторія Азаренко | Дезіре Кравчик Джуліана Олмос                  | 6–1, 6–2          |